# کوتجراو
latitudeکوتجراوlongitudeکوتجراو
کوتجراو (به انگلیسی: Cotgrave, ناتینگهام‌شر) یک منطقهٔ مسکونی در انگلستان است که در میدلند شرقی واقع شده‌است.

## خصوصیات
کوتجراو ۷٬۳۷۳ نفر جمعیت دارد.